# Puig de les Agudes
El Puig de les Agudes és una muntanya de 1.976 metres que es troba entre els municipis de Llanars, Setcases i Vilallonga de Ter, a la comarca catalana del Ripollès. Al cim hi ha el vèrtex geodèsic número 293079001.
Aquest cim està inclòs en el Repte dels 100 cims de la Federació d'Entitats Excursionistes de Catalunya (FEEC).